# Худанян, Арусь Яковлевна
Арусь Акоповна (Арус Яковлевна) Худанян (арм. Խուդանյան Արուս Հակոբի; 23 января 1897, Ахалкалаки, Российская империя — 4 ноября 1971, Кировакан, Армянская ССР) — армянская советская актриса

. Народная артистка Армянской ССР (1954)

## Биография
Дебютировала на театральной сцене в 1913 году в тифлисской труппе под руководством Арама Вруйра.
С 1931 года — актриса армянского Кироваканского театра им. Абеляна (ныне Ванадзорский государственный драматический театр имени О. Абеляна). 
Воплотила на сцене более двухсот драматических и комедийных персонажей.
Снималась в кино «Перед рассветом» 1961 года в роли Мины.

## Избранные театральные роли
- Зарнишан («Злой дух» Ширванзаде);
- Шушан, Хампери, Саломэ («Пэпо», «Хатабала», «Ещё одна жертва» Сундукяна):
- Анна («На заре» Гулакяна);
- Кабаниха («Гроза» А. Островского);
- Амаспюр («Сое и Вардитер» по П. Прошяну);
- Эмилия («Отелло» Шекспира)[2].

## Память
- В Ванадзоре А. Худанян установлена мемориальная плита.